# Martin Frk
Martin Frk (* 5. října 1993, Budíkov) je český hokejový útočník hrající v týmu Calgary Wranglers v severoamerické AHL. Byl členem české juniorské hokejové reprezentace na MS juniorů 2011 v USA. Je držitelem nejtvrdší střely NHL i AHL. Na AHL All Stars Game 2020 vyslal ránu o rychlosti 175,7 km/h. Překonal tak o 0,6 km/h světový rekord Zdena Cháry z roku 2012.

## Kariéra
Narodil se v Budíkově, jeho rodina se v roce 1997 ale přestěhovala do Bochova, kde až do dorosteneckého věku nastupoval za fotbalový tým Bochova. Věnoval se ale především lednímu hokeji, se kterým začal ve 3 letech. Lední hokej hrál za Karlovy Vary ve kterých prošel jak dorostem, tak juniorským výběrem. V dětství obdivoval Alexandra Ovečkina.
Od roku 2007 reprezentoval Českou republiku v kategorii do 16 let a od roku 2009 reprezentoval v kategorii do 17 a 18 let. Od sezóny 2010-11 nastupoval i v juniorské reprezentaci, ve které reprezentuje i na MS juniorů 2011.
V létě 2010 byl vybrán ve vstupním draftu KHL na celkově 24. místě týmem HK Jugra Chanty-Mansijsk a ve vstupním draftu CHL na celkově 3. místě týmem Halifax Mooseheads. Po tomto draftu se rozhodl odejít do Halifaxu. Proti tomu protestovaly Karlovy Vary, protože s ním měli podepsanou smlouvu až do roku 2013 a trenér Antonín Stavjaňa s ním do budoucna počítal jako s velkou nadějí pro tým dospělých. Karlovy Vary adresovaly stížnosti k českému hokejovému svazu i k mezinárodní federaci.

## Ocenění a úspěchy
- 2010 ČHL-20 - Nejvíce vstřelených vítězných branek
- 2010 ČHL-20 - Nejtrestanější hráč
- 2010 MS-18 - Top tří nejlepších hráčů v týmu
- 2011 MSJ - Nejtrestanější hráč
- 2012 CHL - Top Prospects Game
- 2013 MC - All-Star Tým
- 2017 AHL - Vítězný gól
- 2020 AHL - All-Star Game
- 2022 AHL - Hráč měsíce listopadu 2021
- 2022 AHL - Druhý All-Star Team

## Prvenství
- Debut v NHL - 18. října 2016 (Edmonton Oilers proti Carolina Hurricanes)
- První asistence v NHL - 5. října 2017 (Detroit Red Wings proti Minnesota Wild)
- První gól v NHL - 5. října 2017 (Detroit Red Wings proti Minnesota Wild, kanadskému brankáři Devan Dubnyk)

## Klubové statistiky
| Sezóna      | Klub                        | Soutěž      |     | Základní část | Základní část | Základní část | Základní část | Základní část |    | Play off | Play off | Play off | Play off | Play off |
| Sezóna      | Klub                        | Soutěž      | Z   | G             | A             | B             | TM            | Z             | G  | A        | B        | TM       |          |          |
| 2006/07     | HC Energie Karlovy Vary 18' | ČHL-18      | 5   | 0             | 1             | 1             | 0             | —             | —  | —        | —        | —        |          |          |
| 2007/08     | HC Energie Karlovy Vary 18' | ČHL-18      | 44  | 25            | 17            | 42            | 56            | 2             | 1  | 0        | 1        | 4        |          |          |
| 2008/09     | HC Energie Karlovy Vary 18' | ČHL-18      | 22  | 26            | 12            | 38            | 85            | —             | —  | —        | —        | —        |          |          |
| 2008/09     | HC Energie Karlovy Vary 20' | ČHL-20      | 16  | 8             | 12            | 20            | 6             | —             | —  | —        | —        | —        |          |          |
| 2009/10     | HC Energie Karlovy Vary 18' | ČHL-18      | 8   | 9             | 4             | 13            | 41            | —             | —  | —        | —        | —        |          |          |
| 2009/10     | HC Energie Karlovy Vary 20' | ČHL-20      | 41  | 28            | 30            | 58            | 186           | 6             | 2  | 3        | 5        | 4        |          |          |
| 2010/11     | Halifax Mooseheads          | QMJHL       | 62  | 22            | 28            | 50            | 75            | 4             | 0  | 2        | 2        | 8        |          |          |
| 2011/12     | Halifax Mooseheads          | QMJHL       | 34  | 16            | 13            | 29            | 41            | 17            | 5  | 6        | 11       | 26       |          |          |
| 2012/13     | Halifax Mooseheads          | QMJHL       | 56  | 35            | 49            | 84            | 84            | 17            | 13 | 20       | 33       | 32       |          |          |
| 2013/14     | Grand Rapids Griffins       | AHL         | 50  | 3             | 9             | 12            | 22            | 4             | 0  | 0        | 0        | 0        |          |          |
| 2014/15     | Grand Rapids Griffins       | AHL         | 32  | 6             | 6             | 12            | 16            | 2             | 0  | 2        | 2        | 0        |          |          |
| 2015/16     | Grand Rapids Griffins       | AHL         | 67  | 27            | 17            | 44            | 89            | 4             | 1  | 3        | 4        | 2        |          |          |
| 2016/17     | Carolina Hurricanes         | NHL         | 2   | 0             | 0             | 0             | 0             | —             | —  | —        | —        | —        |          |          |
| 2016/17     | Grand Rapids Griffins       | AHL         | 65  | 27            | 23            | 50            | 58            | 16            | 5  | 10       | 15       | 20       |          |          |
| 2017/18     | Detroit Red Wings           | NHL         | 68  | 11            | 14            | 25            | 14            | —             | —  | —        | —        | —        |          |          |
| 2018/19     | Detroit Red Wings           | NHL         | 30  | 1             | 5             | 6             | 4             | —             | —  | —        | —        | —        |          |          |
| 2018/19     | Grand Rapids Griffins       | AHL         | 13  | 5             | 9             | 14            | 6             | 3             | 1  | 2        | 3        | 16       |          |          |
| 2019/20     | Ontario Reign               | AHL         | 37  | 23            | 13            | 36            | 59            | —             | —  | —        | —        | —        |          |          |
| 2019/20     | Los Angeles Kings           | NHL         | 17  | 6             | 2             | 8             | 4             | —             | —  | —        | —        | —        |          |          |
| 2020/21     | Los Angeles Kings           | NHL         | 1   | 0             | 0             | 0             | 0             | —             | —  | —        | —        | —        |          |          |
| 2020/21     | Ontario Reign               | AHL         | 14  | 6             | 6             | 12            | 12            | 1             | 1  | 0        | 1        | 0        |          |          |
| 2021/22     | Ontario Reign               | AHL         | 58  | 40            | 33            | 73            | 73            | 5             | 2  | 3        | 5        | 24       |          |          |
| 2021/22     | Los Angeles Kings           | NHL         | 6   | 2             | 0             | 2             | 2             | —             | —  | —        | —        | —        |          |          |
| 2022/23     | Springfield Thunderbirds    | AHL         | 67  | 30            | 34            | 64            | 68            | 2             | 0  | 0        | 0        | 0        |          |          |
| 2023/24     | SC Bern                     | NLA         | 11  | 3             | 4             | 7             | 4             | —             | —  | —        | —        | —        |          |          |
| 2023/24     | Rapperswil-Jona Lakers      | NLA         | 22  | 4             | 5             | 9             | 6             | —             | —  | —        | —        | —        |          |          |
| 2024/25     | Calgary Wranglers           | AHL         | 67  | 27            | 33            | 60            | 62            | 2             | 0  | 2        | 2        | 8        |          |          |
| NHL celkově | NHL celkově                 | NHL celkově | 124 | 20            | 21            | 41            | 24            | —             | —  | —        | —        | —        |          |          |

## Reprezentace
| Rok             | Tým             | Soutěž          | Z  | G | A | B  | TM |
| --------------- | --------------- | --------------- | -- | - | - | -- | -- |
| 2010            | Česko 18        | MS-18           | 6  | 2 | 5 | 7  | 6  |
| 2011            | Česko 18        | MS-18           | 6  | 1 | 4 | 5  | 2  |
| 2011            | Česko 20        | MSJ             | 6  | 3 | 3 | 6  | 31 |
| 2013            | Česko 20        | MSJ             | 6  | 3 | 1 | 4  | 16 |
| Celkem na MS-18 | Celkem na MS-18 | Celkem na MS-18 | 12 | 3 | 9 | 12 | 8  |
| Celkem na MSJ   | Celkem na MSJ   | Celkem na MSJ   | 12 | 6 | 4 | 10 | 47 |